# Isomorphisme institutionnel
Pour les articles homonymes, voir Isomorphisme et Isomorphisme (chimie).
Théorie proposée par DiMaggio et Powell, l'isomorphisme institutionnel analyse la convergence de comportements entre des organisations appartenant à un même champ. Les auteurs désignent par là un processus d'homogénéisation dans la structure, la culture et le produit de ces organisations. Le concept d'isomorphisme institutionnel apparaît dans un article publié par l'American Sociological Review en avril 1983, « The Iron Cage Revisited: Institutional Isomorphism and Collective Rationality in Organizational Fields ». Le terme isomorphisme est emprunté aux mathématiques et à la chimie.

## Introduction
Depuis les travaux de Max Weber sur le capitalisme, la bureaucratisation des organisations est présentée comme inéluctable et répondant aux exigences de rationalisation et d’efficacité. Or, l’intérêt pour l’institution va de pair avec l’apparition de l’idée que l’efficacité n’est pas l'unique force motrice derrière les processus de décision mais qu’il faut tenir compte d’éléments culturels tels que les valeurs, normes, règles, croyances et tout ce qui est tenu pour acquis dans les organisations.
DiMaggio et Powell suggèrent que, si la bureaucratisation participe à des processus qui tendent à rendre les organisations de plus en plus similaires (isomorphisme), elle ne les rend pas pour autant plus efficaces.

## Champ organisationnel
L'isomorphisme institutionnel se produit à l'intérieur d'un champ organisationnel que DiMaggio et Powell définissent comme l’ensemble des organisations qui appartiennent à une même « aire » de la vie institutionnelle. Au sein d’un même champ, les organisations partagent les mêmes fournisseurs, des ressources similaires ou des consommateurs identiques. Les organisations qui produisent des services ou des produits similaires appartiennent donc à un même champ, parce qu’elles sont connectées mais aussi parce qu’elles sont structurellement équivalentes. Un champ organisationnel n’est pas déterminé a priori mais sur la base d’une investigation empirique.

## Changement isomorphique institutionnel
Lorsque plusieurs organisations se structurent dans un même champ, elles tendent à devenir similaires les unes aux autres. DiMaggio et Powell donnent à ce processus le nom de changement isomorphique institutionnel. Plus que pour des questions d’efficacité ou de performance, l’homogénéisation renforcerait la légitimité des organisations. 
Trois mécanismes à travers lesquels le changement isomorphique institutionnel se produit peuvent être distingués : 
- l'isomorphisme normatif : Il se développe parallèlement à la professionnalisation des membres de l'organisation, via la standardisation des cursus éducatifs et des réseaux professionnels. La professionnalisation se développe également en même temps que la structuration d’un champ organisationnel. DiMaggio et Powell notent que les membres d’une organisation qui aspirent à des fonctions de direction auront tendance à anticiper les règles de cette dernière, renforçant, de ce fait, l’isomorphisme institutionnel. Ainsi, la mobilité intra-organisationnelle (comme les carrières institutionnalisées, par exemple de l’assistant jusqu’au professeur émérite à l’université), participe au changement isomorphique institutionnel ;

- l'isomorphisme mimétique : dans un contexte d'incertitude et de rationalité limitée, les organisations ont tendance à s'imiter les unes les autres (phénomène également observé en finance, sous le terme « herding » ou « comportement moutonnier »). L'incertitude peut recouvrir différents aspects comme le manque de compréhension de l'usage des technologies dans l'organisation ; les buts de l’organisation peuvent être ambigus ; l’environnement est incertain (par exemple en période de crise économique). Les incertitudes poussent les organisations d’un même champ à s’imiter les unes les autres pour être perçues comme plus légitimes ;

- l'isomorphisme coercitif : la pression exercée par l'État notamment via les financements publics, par les attentes culturelles de la société ou par d'autres organisations, peut à terme imposer certains comportements, favorisant ainsi la prise en compte de normes communes. L'isomorphisme coercitif découle donc d’une influence politique au sens large, laquelle peut être formelle ou informelle. Les changements opérés peuvent prendre une forme essentiellement cérémonielle, ce qui ne signifie pas qu’ils seraient sans conséquence. Au plus l’État étend son influence, au plus les organisations deviennent homogènes en essayant de correspondre aux institutions plus larges qui les contiennent. Le cas d’organisations participatives montre que la pression de l’environnement peut amener ces dernières à se hiérarchiser dans l’objectif d’obtenir des fonds, par exemple, d’organisations donatrices. Ce phénomène est décrit comme un obstacle important au maintien de formes organisationnelles égalitaires ou collectivistes.

## Prédire le changement isomorphique institutionnel
Suivant les mécanismes décrits plus haut, DiMaggio et Powell ont émis une série d'hypothèses concernant les facteurs influençant le changement isomorphique institutionnel. Leur objectif était de donner une utilité prédictive à leur théorie. Les hypothèses qui suivent sont détaillées dans l'article The Iron Cage Revisited: Institutional Isomorphism and Collective Rationality in Organizational Fields.

### Les prédicteurs au niveau organisationnel
- Au plus une organisation est dépendante d’une autre, au plus elle tendra à lui ressembler dans sa structure, son climat et ses comportements.
- Au plus la centralisation de l’approvisionnement en ressources d’une organisation est grande, au plus cette organisation tendra à ressembler aux organisations dont elle dépend.
- Au plus la relation entre les fins et les moyens est incertaine, au plus l’organisation tendra à ressembler aux autres organisations qui lui paraissent prospères.
- Au plus les buts de l’organisation sont ambigus, au plus l’organisation tendra à ressembler aux autres organisations qui lui paraissent prospères.
- Au plus l’organisation fait appel à des collaborateurs issus d’un cursus académique pour les fonctions dirigeantes, au plus l’organisation tendra à ressembler aux autres organisations du même champ.
- Au plus les dirigeants d’organisations participent à des associations professionnelles et commerciales, au plus l’organisation deviendra comme les autres organisations du même champ.

### Les prédicteurs au niveau du champ
- Au plus un champ organisationnel est dépendant d’un seul (ou de plusieurs similaires) support pour ses ressources vitales, au plus le niveau d’isomorphisme sera élevé.
- Au plus les organisations appartenant à un champ effectuent des transactions avec des agences étatiques, au plus le champ organisationnel aura tendance à être isomorphe.
- Au moins il y a de modèles organisationnels alternatifs qui semblent possibles, au plus vite le champ organisationnel aura un taux élevé d’isomorphisme.
- Au plus les technologies semblent incertaines et les buts ambigus, au plus grand sera le taux de changement isomorphique.
- Au plus un champ est structuré, au plus l’isomorphisme en son sein sera important.